# قيلومانية
القيلومانية (الاسم العلمي:Stylonematophyceae) هي طائفة من الطحالب الحمراء تتبع شعيبة الطحالب الحمراء المتقلبة.

## التصنيف
- الطائفة القيلومانية
  - رتبة القيلوميات
    - الفصيلة القيلومية
      - جنس القيلومى

  - رتبة الروفوسيات
    - الفصيلة الروفوسية
      - جنس طحلب روفوس